# Oberea mentaweiensis
Oberea mentaweiensis là một loài bọ cánh cứng trong họ Cerambycidae.